# Antidosis
Antidosis (Griego antiguo ἀντίδοσις), es el título de un tratado hablado autoreado por el retórico griego, Isócrates.  El Antidosis puede ser visto como defensa, una autobiografía, o un tratado retórico. Aun así, debido a que Isócrates lo escribió cuándo  tenía 82 años , es generalmente visto por algunos como una autobiografía.  El título se traduce literalmente como “un intercambio,” y fue aplicado en tribunales griegos antiguos como una ley peculiar referente a un intercambio de propiedades entre dos partidos. Si a uno de los 1200 atenienses más acaudalados elegibles se le encomendaba la realización de una liturgia pública y la financiación de una de las muchas preocupaciones públicas de Atenas, entonces podría evitar el deber nominando a un hombre más rico que estuviera más calificado que él para realizarlo. Si el hombre supuestamente más rico estuviera en desacuerdo con los términos, entonces la totalidad de sus propiedades sería intercambiada y el ahora hombre más rico tendría que realizar la liturgia, como se planeó originalmente. La ley inspiró la Antidosis de Isócrates, que se escribió en forma de un juicio en el que Isócrates tuvo que defenderse de una acusación de corromper a los jóvenes enseñándoles a hablar bien para que obtuvieran una ventaja injusta sobre sus pares. Aunque este trabajo es presentado por Isócrates como su defensa imaginada en un caso legal, es más un tratado sobre moralidad y enseñanza.

## Como caso de tribunal
Aunque se asume que se está defendiendo de una acusación de corromper al joven, en ninguna parte de su Antidosis menciona Isócrates de qué delito se le acusa y de qué debe defenderse, ni dice cuál sería la pena por ser encontrado culpable. Isócrates tampoco hace ningún intento de ofrecer evidencia a su favor, pero presenta la defensa de que él es un buen maestro para sus alumnos como la defensa completa del crimen que ha cometido. No hay mención específica de nada que lo pruebe inocente en este caso particular.
Otra idea de los estudiosos es que al principio de la Antidosis, Isócrates lee en voz alta que está siendo acusado de corromper a sus alumnos. Se lo acusa de educar a sus alumnos para que hablen contra los tribunales, cuestionen las leyes y piensen por sí mismos. Isócrates dice: "Aquí está la acusación de que mi acusador intenta difamarme, acusándome de haber corrompido a jóvenes enseñándoles a hablar y obtener su ventaja en los tribunales, contrariamente a la justicia..."  A cambio, Isócrates les ha enseñado cómo convertirse en mejores oradores y líderes públicos. Isócrates demuestra su inocencia al mostrar que, mediante la enseñanza de la retórica a sus alumnos, les está enseñando a convertirse en mejores ciudadanos y líderes de Atenas. Isócrates demuestra su razón de ser al citar los logros y la devoción al Estado que sus estudiantes mostraron después de haber sido educados por él. Isócrates dice en su defensa: "Pero, le ruego, considere bien si me parece que corrompe a los jóvenes con mis palabras, o, por el contrario, que los inspire a una vida de valor y de peligros soportados por su país..."  B. Keith Murphy dice de la defensa de Isócrates: "Para Isócrates, es a través de la retórica que podemos aproximarnos a la verdad, o al menos a una verdad consensuada. Un hombre entrenado en retórica es entrenado en la verdad y en la creación de esa verdad a través de la oratoria ".
En el sentido de que se está defendiendo de una carga onerosa para realizar una liturgia, Isócrates afirma que su valor para la ciudad fue proporcionado a través de su enseñanza. Él afirma que, como maestro de por vida, el valor de la educación que ha proporcionado a los estudiantes vale mucho más que cualquier donación monetaria que pueda dar a Atenas. Su enseñanza ha proporcionado ciudadanos cívicos y adecuadamente educados que contribuyen al funcionamiento ordenado de la ciudad-estado. Para Isócrates, ser condenado a muerte sería ignorar el servicio público que ha realizado para la ciudad, por el cual ha dedicado su vida a dar a sus ciudadanos una educación retórica adecuada.

## Footnotes
- Bonner, Robert J.  "El Encuadre Legal de Isócrates' Antidosis", Filología Clásica, Vol. 15, Núm. 2 (Abr., 1920), pp. 193-197.
- Isócrates. El Antidosis. Harvard: Harvard ARRIBA, 1929.
- Murphy, B. Keith. "Isócrates." Salem Prensa, 1998.
- Norlin, George. El Antidosis. Harvard: Harvard ARRIBA, 1929.
- También, Yun Lee. Un Comentario encima Isócrates' Antidosis. N.p.: Oxford Prensa universitaria 2008.